# لدرهد
latitudeلدرهدlongitudeلدرهد
لدرهد (به انگلیسی: Leatherhead) یک شهر کوچک واقع در ناحیه مول ولی در ساری، انگلستان است. لدرهد ۱۲٫۵۴ کیلومترمربع مساحت و ۱۱٬۳۱۶ نفر جمعیت دارد. 
لدرهد در کنار رودخانه مول و در ۴ مایلی جنوب غربی اپسوم قرار دارد. این شهر در زمان ساکسون‌ها به نام‌های لئودر، لدرت و لیدرید شناخته می‌شد و به نظر می‌رسد که در دوران باستان از اهمیت قابل توجهی برخوردار بوده‌است. لدرهد یک شهر باستانی انگلیسی است که در زمان آنگلوساکسون محل گذر از رودخانه بود.
شهر Triel-sur-Seine خواهرخواندهٔ لدرهد است.